# Vlag van Omaha (Nebraska)

Vlag van Omaha

De vlag van Omaha (Nebraska) bestaat uit een blauwe achtergrond met een indiaans zonnesymbool in goud omsloten door een cirkel. In het midden is een rode cirkel met witte fimbri-lijnen met een afbeelding van een man die zijn twee paarden en een huifkar draagt.
Het blauwe veld staat voor de oprechtheid van de mensen, de Indiaanse zon identificeert het erfgoed van de Omaha Natives, die zich in de huidige stad Omaha vestigden. Het zonnesymbool wordt omringd door een cirkel, die staat voor voortdurende ontwikkeling. De zonnestralen staan voor transport over land, zee en door de lucht; productie, landbouw en de veemarkt; stadsbestuur zoals vastgelegd in de stadsrechten; en cultuur zoals vertegenwoordigd door kunst, onderwijs en religie. De huifkar eert het pioniersverleden van de stad.
De vlag werd op 18 maart 1958 officieel aangenomen.